# 各務原市立鵜沼第二小学校
各務原市立鵜沼第二小学校（かかみがはらしりつ うぬまだいにしょうがっこう）は、岐阜県各務原市鵜沼各務原町にある公立小学校。

## 概要
- 各務原市鵜沼地区の小学校の一つである。
- 通学区域（自治会名による）は、三ツ池南第1、三ツ池南第2、三ツ池南第3、三ツ池南第4、三ツ池南第5、三ツ池東第1、三ツ池東第2、三ツ池東第3、各務原1丁目、パークホームズ、各務原2丁目西、各務原2丁目中央、各務原2丁目東、各務原2丁目南、各務原3丁目東、各務原3丁目西、各務原4丁目東、各務原4丁目西、各務原5丁目、各務原6丁目、各務原9丁目であり[1]、公立中学校の場合の進学先は各務原市立中央中学校である[2]。

## 沿革
- 1892年（明治25年） - 前渡村の時習小学校から分立し、三ツ池尋常小学校として創設。
- 1908年（明治41年） - 鵜沼尋常小学校に統合され、鵜沼尋常小学校三ツ池教場となる。
- 1925年（大正14年） - 校舎を新築し移転する。同時に鵜沼尋常小学校各務原分校となる。
- 1941年（昭和16年） - 鵜沼国民学校各務原分校となる。
- 1947年（昭和22年） - 鵜沼町立鵜沼小学校各務原分校となる。
- 1949年（昭和24年） - 鵜沼小学校より独立し、鵜沼町立鵜沼第二小学校となる。
- 1955年（昭和30年） - 校舎老朽化のため、1・2年生は保育園、3年生は産業会館、4年生は鵜沼中学校、5・6年生は鵜沼第一小学校で分散授業となる。
- 1956年（昭和31年） - 校舎を新築する。分散授業を廃止する。
- 1963年（昭和38年） - 稲葉郡鵜沼町、蘇原町、那加町、稲羽町が合併し各務原市が発足。同時に各務原市立鵜沼第二小学校に改称する。
- 1971年（昭和46年） - 新校舎（鉄筋コンクリート造）が完成する。
- 1972年（昭和47年） - 体育館が完成する。
- 1977年（昭和52年） - 校舎を増築する。
- 1978年（昭和53年） - 各務原市立中央小学校を分離する。
- 1984年（昭和59年） - 各務原市立陵南小学校を分離する。
- 2010年（平成22年） - 新体育館が完成する。

## 学校周辺
- 岐阜県立岐阜各務野高等学校
- 炉畑遺跡
- 各務原市鵜沼西地区体育館